# Улица Пасторова (Санкт-Петербург)

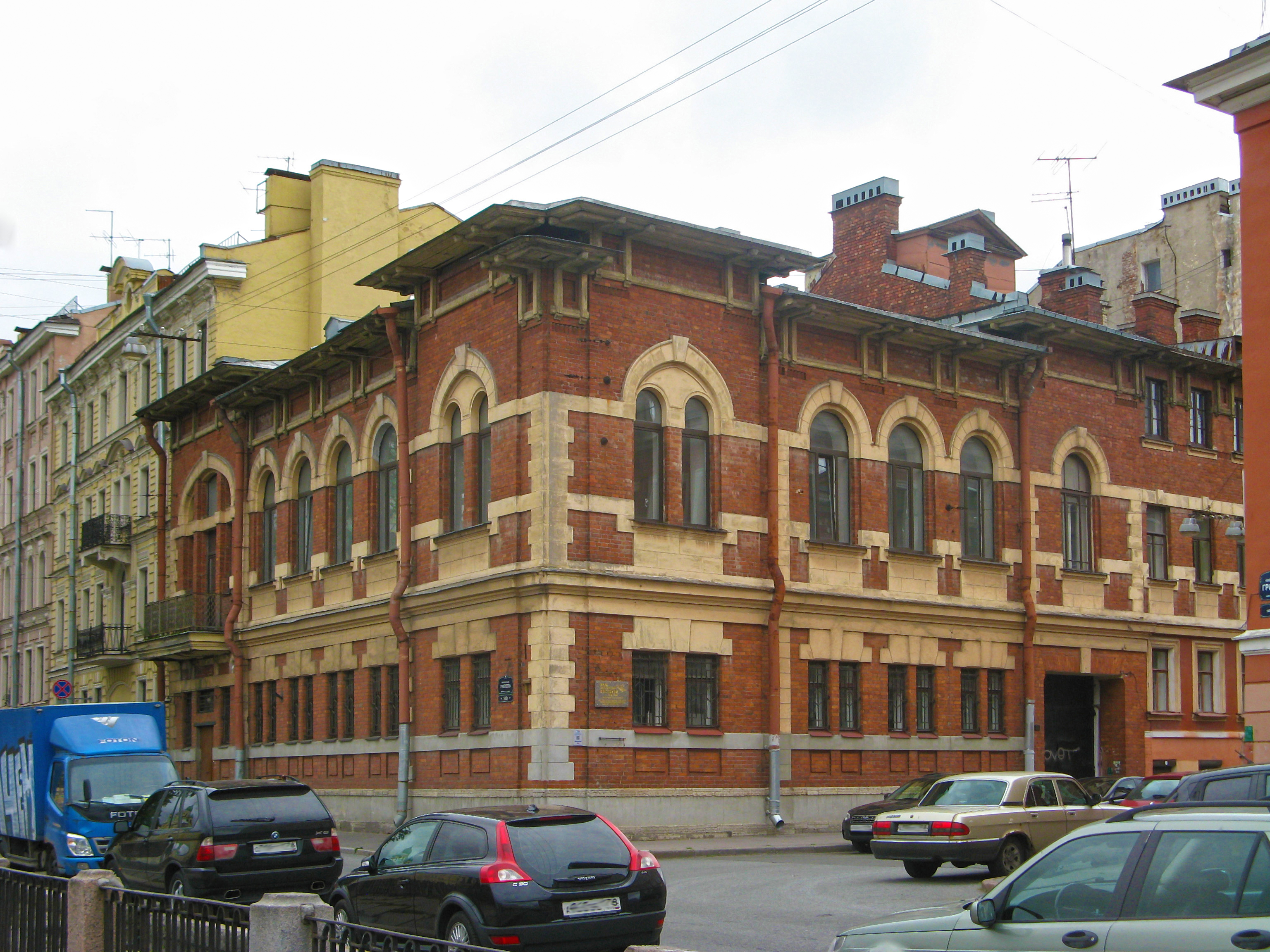
Здание еврейской народной столовой, д. 2

У́лица Па́сторова — улица в Адмиралтейском районе Санкт-Петербурга. Проходит от набережной канала Грибоедова до Канонерской улицы.

## История
20 августа 1739 года присвоено наименование Офицерская улица, так как здесь предполагалось построить дома для офицеров Адмиралтейского ведомства. С 1776 года называлась Большая Мастерская улица, по находящейся здесь слободе мастеровых людей Морского ведомства. С 1798 года — Канонерский переулок, связано с проживанием здесь канониров.
15 мая 1965 года переименована в улицу Пасторова, в честь Ю. В. Пасторова, артиллериста, участника обороны Ленинграда, Героя Советского Союза. До Великой Отечественной войны Ю. В. Пасторов жил на Канонерской улице.
В октябре 2022 года улица Пасторова стала односторонней — от Канонерской улицы к каналу Грибоедова.

## Примечательные здания и сооружения
- № 2 — здание еврейской народной столовой и ритуальных бассейнов, 1902, арх-р Борис Гиршович[3].  7831008000
- № 6 — жилой дом, построенный в первой трети XIX в., выявленный памятник архитектуры[3]. 7831009000